# Neuilly-sur-Suize
Neuilly-sur-Suize is een gemeente in het Franse departement Haute-Marne (regio Grand Est) en telt 367 inwoners (1999). De plaats maakt deel uit van het arrondissement Chaumont.

## Geografie
De oppervlakte van Neuilly-sur-Suize bedraagt 14,5 km², de bevolkingsdichtheid is 25,3 inwoners per km².
De onderstaande kaart toont de ligging van Neuilly-sur-Suize met de belangrijkste infrastructuur en aangrenzende gemeenten.

## Demografie
Onderstaande figuur toont het verloop van het inwonertal (bron: INSEE-tellingen).